# Família de Adolf Hitler
A família de Hitler abrange os familiares e os ascendentes de Adolf Hitler (alemão: [ˈadɔlf ˈhɪtlɐ] (escutarⓘ); Braunau am Inn, 20 de abril de 1889 — Berlim, 30 de abril de 1945), político alemão que serviu como líder do Partido Nazista (Nationalsozialistische Deutsche Arbeiterpartei; NSDAP), Chanceler do Reich (de 1933 a 1945) e Führer ("líder") da Alemanha Nazi de 1934 até 1945. Destacou-se como ditador do Reich Alemão, principal instigador da Segunda Guerra Mundial na Europa, e foi figura central do Holocausto.
Antes do seu nascimento, o seu sobrenome passou por várias mudanças. Algumas das variantes foram Hitler, Hiedler, Hüttler, Hytler e Hittler. Alois Schicklgruber (pai de Adolf) mudou o seu nome em 7 de janeiro de 1877 para "Hitler", a única forma de sobrenome que Adolf usou.
A história familiar de Adolf Hitler tem suscitado interesse entre os historiadores e genealogistas por causa da incerteza biológica do seu avô paterno tal como das relações inter-familiares e seu efeito psicológico em Hitler durante a sua infância e vida adulta.

## Etimologia
Hitler poderá ser uma forma de escrever o nome Hiedler, que significa "aquele que mora junto a um Hiedl" - em dialecto austríaco-bávaro é um termo para um rio ou fonte subterrânea. Em outra hipótese, o sobrenome Hitler pode ter origem em "aquele que vive numa cabana" (em alemão, Hütte quer dizer  "cabana").

## História

### Membros mais antigos
A origem da família Hitler remonta a Stefan Hiedler (n. 1672) e Agnes Capeller, cujo neto, Martin Hiedler (17 de novembro de 1762 – 10 de janeiro de 1829), se casou com Anna Maria Göschl (23 de agosto de 1760 – 7 de dezembro de 1854). Este casal teve, pelo menos, três filhos: Lorenz, Johann Georg (batizado a 28 de fevereiro de 1792 – 9 de fevereiro de 1857), e Johann Nepomuk (19 de março de 1807 – 17 de setembro de 1888). Johann Georg era o padrasto de Alois Hitler, pai de Adolf Hitler, e Johan Nepomuk era o bisavô materno do futuro Führer. Não se conhecem mais informações sobre Lorenz Hiedler. Os Hiedler eram de Spital, parte de Weitra na Áustria.

### Johann Georg e Johann Nepomuk
Os irmãos Johann Georg e Johann Nepomuk Hiedler estão ligados a Adolf Hitler de várias maneiras, embora a relação biológica seja posta em causa.
Johann Georg foi legitimizado e considerado, oficialmente, o avô paterno de Hitler pelo Terceiro Reich. Não se sabe se era ou não o avô paterno biológico de Hitler. Casou com a sua primeira mulher em 1824, mas esta morreu ao dar à luz cinco meses depois. Em 1842, casou-se com Maria Anna Schicklgruber (15 de abril de 1795 – 7 de janeiro de 1847) tornando-se padrasto legal do seu filho ilegítimo de cinco anos, Alois.
Com cerca de dez anos de idade, próximo da morte da mãe, Alois foi morar com Johann Nepomuk na sua quinta. O nome de Johann Nepomuk Hiedler (também conhecido como Johann Nepomuk Hüttler) tem origem num santo boémio, Johann von Nepomuk, um santo importante para os naturais da Boémia, tanto de etnia alemã como checa. Johann Nepomuk tornou-se um proprietário relativamente abastado e casou-se com  Eva Maria Decker (1792–1873), que era quinze anos mais velha.
Os nazis publicaram um panfleto durante a campanha para as segundas eleições de 1932 intitulada "Factos e Mentiras Acerca de Hitler" o qual negava o rumor espalhado pelo S.P.D. e pelo Partido do Centro que Hitler tinha antepassados checos. Não há qualquer evidência que algum antepassado conhecido de Hitler tivesse origem checa.

### Pai de Alois Hitler

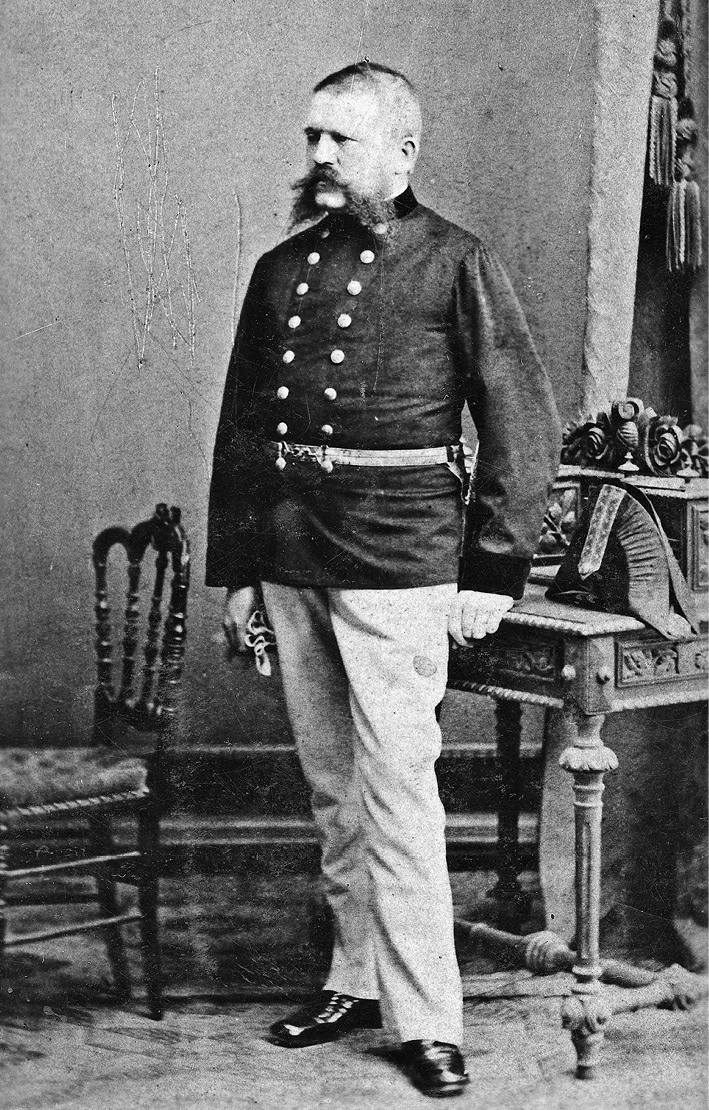
Alois Hitler, pai de Adolf

A identidade do pai biológico de Alois é alvo de discussão. Legalmente, Johann Nepomuk era tio-irmão de Alois Schicklgruber (mais tarde, Alois Hitler), e o irmão de de Johann Nepomuk, Johann Georg Hiedler, moleiro, era o padrasto de Alois. Por razões desconhecidas, Johann Nepomuk levou Alois com ele, quando ainda era pequeno, para o criar. É possível que fosse, de facto, o pai natural de Alois mas não o podia reconhecer publicamente por causa do seu casamento. Outra explicação, é a de que ele teve pena do jovem Alois após a morte da sua mãe Maria, pois a educação de uma criança de dez anos com um moleiro errante não seria a mais indicada.
Johann Nepomuk morreu no dia 17 de Setembro de 1888 deixando a Alois uma um montante considerável de dinheiro. A neta de Johann Nepomuk, Klara, teve uma relação prolongada com Alois antes de casar com ele em 1885, após a morte da sua segunda esposa. Em 1889, deu à luz Adolf Hitler.
Considerou-se, mais tarde, que Johann Georg reconheceu Alois como seu filho antes de se casar com Maria, apesar de Alois ter sido registado como ilegítimo no seu certificado de nascimento e nos documentos do seu baptizado. A alegação de que Johann Georg era o verdadeiro pai de Alois só surgiu depois do casamento de Maria e Johann Georg, ou mesmo, ainda, durante a vida de um deles. Em 1877, 20 anos depois da morte de Johann Georg e quase mais 30 após a morte de Maria, é que Alois foi declarado oficialmente como sendo filho de Johann Georg.

### Família Pölzl
Johanna Hiedler, filha de Johann Nepomuk e Eva Hiedler (nascida com o sobrenome Decker) nasceu a 19 de Janeiro de 1830 em Spital (parte de Weitra) na região de Waldviertel da Baixa Áustria. Viveu toda a sua vida naquele local e casou-se com Johann Baptist Pölzl (1825–1901), um agricultor filho de Johann Pölzl e Juliana (Walli) Pölzl. Johanna eJohann tiveram cinco filhos e seis filhas, dos quais dois dos rapazes e três das raparigas (Klara, Johanna e Theresia) chegaram à idade adulta Klara, Johanna e Theresia. A identidade dos irmãos de Klara é desconhecida.

### Década de 1870
Aos 36 anos de idade, Alois Hitler casou-se pela primeira vez, com Anna Glasl-Hörer, de 50 anos, filha de um oficial de alfândega abastado. Na altura do casamento,não se sabe se Anna já estaria doente/inválida,ou teria ficado assim logo depois. Algum tempo depois do casamento, Alois Hitler começou uma relação extra-conjugal com uma mulher de 19 anos de idade, Franziska "Fanni" Matzelsberger, uma das empregadas da Pommer Inn, casa n.º219, da cidade de Braunau am Inn, onde ele estava a arrendar o último andar como alojamento. Smith diz que Alois teve várias relações na década de 1870, o que teve como consequência uma acção legal da sua esposa contra ele; a 7 de Novembro de 1880, Alois e Anna separam-se por mutuo acordo. Matzelsberger tornou-se a namorada de Alois, de 43 anos, mas não podiam casar-se pois, segundo as leis católicas, o divórcio não era permitido. Em 1876, três anos após Alois se ter casado com, contratou Klara Pölzl para empregada da sua casa. Klara, de 16 anos de idade, era neta do seu tio-irmão (e possível pai ou tio biológico) Nepomuk. Se Nepomuk era pai de Alois, Klara era meia-sobrinha de Alois. Se o seu pai era Johann Georg, ela sua prima. Matzelsberger exigiu que a "criada" Klara encontrasse outro emprego, e Hitler mandou Pölzl embora.

### Década de 1880

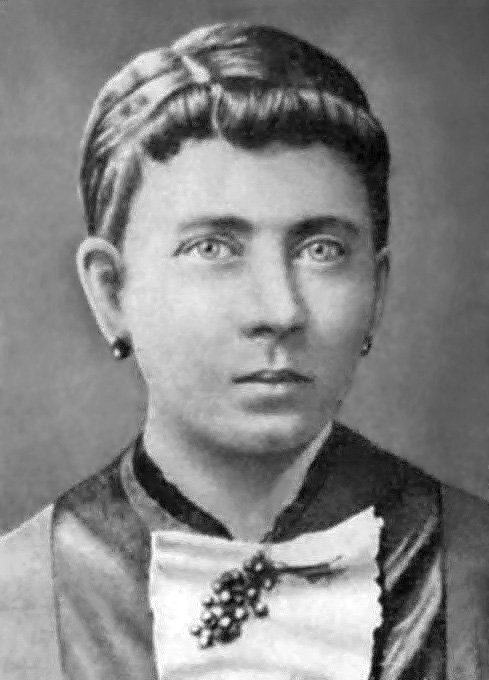
Klara Pölzl Hitler, terceira mulher de Alois e mãe de Adolf.

Em 13 de Janeiro de 1882, Matzelsberger deu à luz ao filho ilegítimo de Hitler, também chamado de Alois, mas como não eram casados, o filho recebeu o nome de Alois Matzelsberger. Hitler manteve Matzelsberger como sua esposa enquanto a sua legítima mulher, Anna, ia ficando cada vez mais doente e acab morrendo no dia 6 de Abril de 1883. No mês seguinte, a 22 de Maio, numa cerimónia em Braunau com colegas da alfândegas a servir de testemunhas, Hitler, de 45 anos de idade, casou-se com Matzelsberger, de 21. Então, legitimou o seu filho como Alois Hitler, Jr. Logo depois Matzelsberger viajou para Viena para dar à luz Angela Hitler. Quando ainda tinha 23 anos, adoeceu com um problema nos pulmões, e ficou sem capacidade para trabalhar. Seguiu, então, para Ranshofen, uma pequena cidade perto de Braunau. Durante os últimos meses da vida de Matzelsberger, Klara Pölzl regressou a casa de Alois para cuidar dela e dos seus dois filhos. Matzelsberger morreu em Ranshofen em 10 de Agosto com 23 anos de idade. Depois da sua morte, Pölzl continuou na casa de Hitler como governanta.
Pölzl engravidou de Alois. Smith escreve que se Hitler pudesse ter tido liberdade de escolha, era a que ele tinha casado com Pölzl imediatamente, mas devido à declaração jurada em relação à sua paternidade, Hitler era agora legalmente primo de Pölzl, e portanto sem a possibilidade de se casar. Contrário a este impedimento, apelou à igreja para solicitar uma renúncia humanitária. A permissão chegou em 7 de Janeiro de 1885, e o casamento teve lugar na casa arrendada de Hitler na Pommer Inn. Foi servida uma refeição aos poucos convidados e testemunhas. A seguir à cerimónia, Hitler foi trabalhar. Até Klara achou que a cerimónia do casamento foi curta demais. Ao longo da sua relação com Hitler, ela continuou a chamá-lo de "tio".
Em 17 de Maio de 1885, cinco meses após o casamento, a nova Frau Klara Hitler deu à luz o primeiro filho, Gustav. Um ano depois, a 25 de Setembro de 1886, nasce a filha Ida.  Durante o Inverno de 1887–1888, a família Hitler foi atingida por um surto de difteria resultando nas mortes de Gustav (8 de Dezembro) e Ida (2 de Janeiro). Klara e Alois estavam casados há três anos, e todos os seus filhos tinham morrido, mas Alois ainda tinha os seus próprios filhos da sua relação anterior com Matzelsberger - Alois Jr. e Angela. Em 20 de Abril de 1889, Klara deu à luz Adolf. Pesquisas recentes apontam para Otto Hitler, irmão de Adolf Hitler, que se suspeitava ter nascido em 1887, poderá ter nascido três anos depois, a 17 de Junho de 1892. Morreu de hidrocefalia pouco depois de nascer.

### Década de 1890

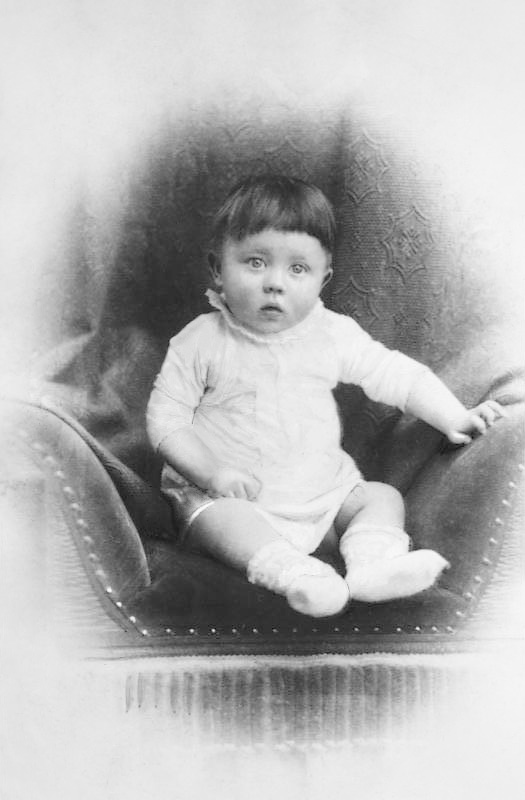
Adolf Hitler em bebé, filho de Alois e Klara

Adolf era uma criança de saúde frágil, e a sua mãe estava sempre preocupada com ele. Alois, que tinha 51 anos de idade quando Adolf nasceu, não tinha muito interesse em educar os filhos e deixava toda essa responsabilidade para Klara. Quando não estava em casa, ou estava na taberna ou ocupado com o seu passatempo, apicultura. Em 1892, Alois foi transferido de Braunau para Passau. Tinha 55 anos, Klara 32, Alois Jr. 10, Angela 9 e Adolf 3 anos de idade. Em 1894, Alois Hitler foi de novo, transferido, desta vez para Linz. Klara deu à luz ao seu quinto filho, Edmund, em 24 de Março de 1894, e decidiram que ela e os filhos ficariam em Passau por enquanto.
Em Fevereiro de 1895, Alois Hitler comprou uma casa com um terreno de 36 000 m² em Hafeld, perto de Lambach, a cerca de 30 milhas (48 km) a sudoeste de Linz. A quinta chamava-se Rauscher Gut. Ele e a família mudaram-se para a nova casa, e Alois se aposentou no dia 25 de Junho de 1895 com 58 anos de idade, após 40 anos trabalhando no serviço alfandegário. A nova vida de aposentado e dono de uma quinta não foi fácil para Alois; perdeu dinheiro, e o valor da propriedade caiu. No dia 21 de Janeiro de 1896, nasceu Paula. Alois passava muito tempo em casa com a família. Tinha cinco filhos, desde muitos pequenos até aos 14 anos de idade; Smith sugere que ele gritava constantemente com eles e ia muitas vezes à taberna local. Robert G. L. Waite nota que "mesmo um dos seus amigos mais próximos admitiu que ele era 'muito duro' com a sua esposa [Klara] e que 'quase não lhe dirigia uma palavra em casa.'" Se Hitler estava de mau humor, zangava-se com os filhos mais velhos ou com Klara, à frente de todos.
Depois de uma violenta discussão entre Hitler e Alois Jr., este saiu de casa com 14 anos, e o pai jurou que nunca lhe daria mais dinheiro do que aquele que ele tinha direito legalmente. Aparentemente, também o relacionamento de Alois Jr com a sua madrasta Klara era difícil. Depois de trabalhar como aprendiz de empregado de mesa no Hotel Shelbourne em Dublin, na Irlanda, Alois Jr. foi detido por roubo, passando cinco meses na prisão em 1900, seguido de mais oito meses em 1902.

### Década de 1900
Edmund, o filho caçula, morreu devido ao sarampo em 2 de Fevereiro de 1900. Alois queria que o filho Adolf seguisse uma carreira na função pública. Contudo, Adolf começou a se afastar de tal modo do pai que sentia repulsa de tudo aquilo que Alois queria. Adolf recusava passar para a sua vida a seguir as regras do serviço públicos. Alois tentou intimidar o seu filho para que este lhe obedecesse, mas Adolf fazia frente a seu pai.
Alois Hitler morreu em 1903, deixando a Klara uma pensão. Esta vendeu a casa em Leonding e mudou-se com Adolf e Paula para um apartamento em Linz, onde viveram sem constrangimentos. Em 1907, Klara adoeceu com Câncer de mama. Adolf desabou quando soube pelo médico Eduard Bloch que a sua mãe "tinha poucas hipóteses de sobreviver". Apesar de passar por um tratamento médico pelo Dr. Bloch, a saúde de Klara não melhorou e em outubro disse a Adolf que não havia mais nada a fazer. Klara morreu na casa de Linz em 21 de Dezembro de 1907. Adolf e Paula ficaram com algum dinheiro da pensão da mãe e da modesta propriedade de cerca de 2000 Kronen, depois de as despesas médicas e do funeral terem sido pagos. Klara foi sepultada em Leonding. Hitler tinha uma relação muito próxima com a sua mãe e ficou devastado com a sua morte, nunca se repondo para o resto da sua vida. Ao referir-se a Hitler, mais tarde Bloch recordou que depois da morte de Klara nunca mais viu "ninguém tão devastado com a morte da mãe". Hitler escreveria que a morte da sua mãe foi um "golpe terrível".
Em 14 de Setembro de 1903 Angela Hitler, meia-irmã de Adolf, casou-se com Raubal (11 de Junho de 1879 – 10 de Agosto de 1910), um fiscal de impostos, e em 12 de Outubro de 1906 deu à luz um filho, Leo. A 4 de Junho de 1908, Angela teve uma filha, Geli, e, dois anos depois, em 1910, outra menina, Elfriede (Elfriede Maria Hochegger, 10 de Janeiro de 1910 – 24 de Setembro de 1993).

### Década de 1910
Em 1909, Alois Hitler Jr. conheceu uma mulher irlandesa de nome Bridget Dowling no Dublin Horse Show. Fugiram para Londres e casaram-se no dia 3 de Junho de 1910. William Dowling, pai de Bridget, ameaçou prender Alois por rapto, mas Bridget dissuadiu-o. O casal foi viver para Liverpool, onde o filho William Patrick Hitler nasceu em 1911. A família vivia num apartamento no n.º 102 da Upper Stanhope Street. A casa acabaria por ser destruída durante os últimos bombardeamentos alemães a Liverpool em 10 de Janeiro de 1942. Nada sobrou da casa ou dos edifícios vizinhos, e, durante a reconstrução da zona, toda a área foi jardinada. As memórias de Bridget Dowling afirmam que Hitler viveu com eles em Liverpool entre 1912 e 1913 enquanto se encontrava a fugir do recrutamento militar da Áustria-Hungria, mas a maior parte dos historiadores desvaloriza esta história achando que se trata de uma questão inventada para tornar o livro mais apelativo junto das editoras. Alois tentou gerir um pequeno restaurante em Dale Street, uma pensão em Parliament Street e um hotel em Mount Pleasant, tendo, no entanto, todos os negócios fracassado. Alois Jr. deixou a família em Maio de 1914 e regressou sozinho ao Império Alemão para gerir um negócio de navalhas.
Paula foi para Viena, onde trabalhou como secretária. Não teve qualquer contacto com Hitler durante os seus difíceis anos como pintor em Viena e Munique, nem durante o serviço militar no período da Primeira Guerra Mundial e primeiras actividades políticas em Munique. Ficou muito contente de o encontrar outra vez em Viena na década de 1920, embora, mais tarde, tenha afirmado ter ficado profundamente perturbada com a sua crescente fama.

#### Primeira Guerra Mundial
Quando a Primeira Guerra Mundial teve início, Alois Jr. estava na Alemanha e era impossível que a sua mulher e filho fossem ter com ele. Alois casou com outra mulher, Hedwig Heidemann (ou Hedwig Mickley), em 1916. Depois da guerra, Bridget foi informada de que ele tinha morrido.
No início da guerra, Adolf Hitler vivia em Munique e voluntariou-se para servir no Exército da Baviera como cidadão austríaco. Foi colocado no Regimento de Infantaria de Reserva n.º 16 (1.ª Companhia do Regimento). Hitler não era o único soldado austríaco neste regimento. É possível que ele tenha sido aceite apenas porque ninguém lhe perguntou qual a sua nacionalidade e porque todos eram bem-vindos, ou então porque disse às autoridades alemãs que pretendia tornar-se um cidadão alemão.

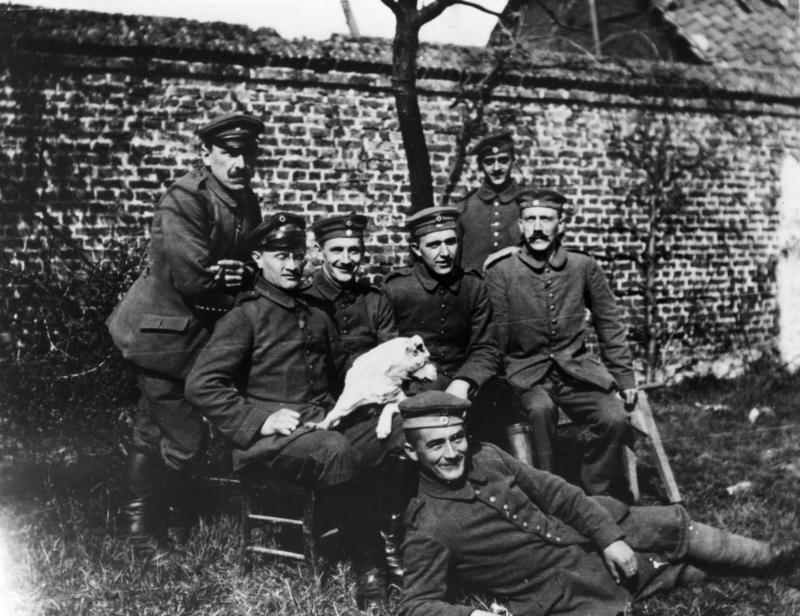
Hitler (sentado à direita) com os seus camaradas de regimento (c. 1914–1918)

Hitler serviu como mensageiro na Frente Ocidental na França e na Bélgica, passando a maior parte do seu tempo atrás da linha da frente. Esteve presente na Primeira Batalha de Ypres, na Batalha do Somme, na Batalha de Arras e na Batalha de Passchendaele, tendo ficado ferido no Somme.
HItler foi condecorado por bravura, facto pelo qual recebeu a Cruz de Ferro de Segunda Classe em 1914. Recomendado por Hugo Gutmann, recebeu a Cruz de Ferro de Primeira Classe em 4 de Agosto de 1918, uma condecoração raramente atribuída ao posto de Hitler (Gefreiter). A posição de Hitler no quartel-general do seu regimento, o qual lhe dava acesso aos oficiais superiores, pode ter ajudado a que ele recebesse esta condecoração. Embora as suas acções premiadas possam ter sido por bravura, é provável que não tenham sido excepcionais. Também recebeu o Distintivo Preto de Ferido em 18 de Maio de 1918.
Durante o seu serviço no quartel-general, Hitler prosseguiu com o seu principal objectivo, desenhando cartuns e dando instruções para um jornal do exército. Durante a batalha do Somme em Outubro de 1916, terá sido ferido na zona da virilha ou na coxa esquerda, por estilhaços de um obus que rebentou na trincheira onde se encontrava no abrigo dos mensageiros.

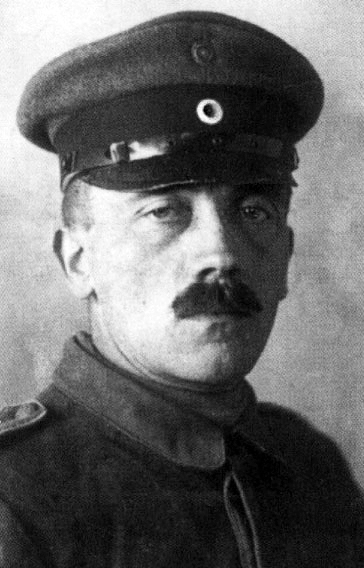
Hitler como soldado durante a Primeira Guerra Mundial (1914–1918)

Hitler passou quase dois meses no Hospital da Cruz Vermelha em Beelitz, regressando ao seu regimento a 5 de Março de 1917. No dia 15 de Outubro de 1918 ficou temporariamente cego devido a um ataque com gás mostarda sendo hospitalizado em Pasewalk. Enquanto se encontrava a recuperar, Hitler soube da derrota da Alemanha, e —segundo ele próprio—, ao receber a notícia, ficou de novo sem ver.
Hitler ficou amargurado com o colapso do esforço de guerra, e a construção das suas ideias começou a tomar forma. Descreveu a guerra como a "maior de todas as experiências", e foi louvado pelas suas chefias militares pela sua bravura. A experiência de guerra reforçou a sua paixão pelo patriotismo germânico e ficou chocado com a rendição da Alemanha em Novembro de 1918. Tal como outros nacionalistas alemães, Hitler acreditava na teoria da Dolchstoßlegende (facada nas costas), que defendia que o exército alemão, "não derrotado no terreno", tinha sido "apunhalado na costas" em casa por líderes civis e marxistas, mais tarde designados por "criminosos de Novembro".
O Tratado de Versalhes estabeleceu que a Alemanha tinha de entregar vários dos seus territórios e desmilitarizar a Renânia. O tratado impunha sanções económicas e reparações pesadas à Alemanha. Muitos alemães viram o tratado — em particular o Artigo 231, que estabelecia que a Alemanha era a responsável pela guerra — como uma humilhação. O Tratado de Versalhes e as condições económicas, sociais e políticas na Alemanha depois da guerra, foram, posteriormente, exploradas por Hitler para obter ganhos políticos.

### Década de 1920
Em 14 de Março de 1920, nasceu Heinrich "Heinz" Hitler filho de Alois Jr. e da sua segunda esposa, Hedwig Heidemann. Em 1924, Alois Jr. foi processado por bigamia, mas foi absolvido devido à intervenção de Bridget em seu nome. O seu filho mais velho, William Patrick, ficou com o o seu pai e a sua nova família durante as suas primeiras viagens à República de Weimar no final da década de 1920 e início da década de 1930.
Quando Adolf estava preso em Landsberg, Angela fez foi a Viena visitá-lo. As filhas de Angela, Geli e Elfriede, acompanharam a mãe quando ela se tornou a governanta de Hitler em 1925; Geli Raubal tinha 17 anos na época e e passaria os próximos seis anos em contato com seu meio-tio.A sua mãe recebeu uma posição como governanta na casa-de-campo de Berghof,perto de Berchtesgaden, em 1928. Geli mudou-se para o apartamento de Hitler em Munique em 1929, quando ela se matriculou na Universidade Ludwig Maximilian, para estudar Medicina, curso que não chegou a terminar.
À medida que ia ascendendo a líder do Partido Nazi, Hitler manteve um controlo rigoroso sobre a sua meia-sobrinha, comportando-se de forma dominadora e possessiva face a ela. Quando descobriu que ela estava a ter um relacionamento íntimo com o seu motorista Emil Maurice, forçou o fim do romance e demitiu Maurice. Depois disso, não permitiu que ela se relacionasse livremente com os amigos, e tentou que ela tivesse sempre alguém da sua confiança por perto constantemente, que a acompanhasse às compras, ao cinema e à ópera.
Adolf conheceu Eva Braun, 23 anos mais nova do que ele, no estúdio de fotografia de Heinrich Hoffmann em Munique, em Outubro de 1929.Ocasionalmente, Hitler saia com outras mulheres, bem como com a filha de Hoffmann, Henrietta, e Maria Reiter.

### Década de 1930
A meia-sobrinha de Hitler, Geli Raubal, suicidou-se em 1931. De imediato, começaram os rumores na comunicação social sobre um possível relacionamento sexual, e até mesmo assassinatoO historiador Ian Kershaw afirma que as histórias que circularam na época como as alegadas "práticas sexual desviante" deveriam ser vistos como propaganda contra Hitler.
Depois de ter tido pouco contacto com o seu irmão Adolf, Paula ficou encantada por encontrá-lo novamente em Viena no início da década de 1930.De acordo com Paula, depois perder um trabalho numa companhia de seguros de Viena em 1930, após os seus empregadores terem descoberto quem ela era, Paula recebeu apoio financeiro do seu irmão (que continuou até ao seu suicídio, em final de Abril de 1945). Vivia com um sobrenome falso, Wolf, a pedido de Hitler (este apelido vinha da sua infância, e que também ele o tinha usado durante a década de 1920 como segurança) e trabalhou esporadicamente.
Quando o NSDAP ganhou 107 lugares no parlamento do Reich em 1930, a Times Union em Albany, NY, publicou uma declaração de Alois Jr.
Em 1934, Alois Jr. abriu um restaurante em Berlim que se tornaria num local de encontro muito popular para as SA. Alois Jr. conseguiu manter o restaurante aberto pela duração da II Guerra Mundial.
Angela era frontalmente contra a relação de Adolf com Eva Braun; esta acabaria mesmo por sair de Berchtesgaden para ir para para Dresden. Hitler rompeu relações com Angela e não participou no seu segundo casamento. Em 20 de Janeiro de 1936, casou-se com o arquitecto alemão, o professor Martin Hammitzsch, Director da Escola Estadual de Construção de Edifícios em Dresden.

### Segunda Guerra Mundial
À medida que Hitler ia ficando cada vez mais envolvido em levar a Alemanha para a guerra, foi tornando-se cada vez mais distante da sua família. Angela e Adolf afastaram-se depois de aquela não ter aceite a relação entre ele e Eva Braun, mas mais tarde acabaria por por voltar a falar com ele durante a guerra. Angela era o elo de ligação entre Hitler e a restante família pois ele não queria qualquer contacto. Em 1941, Angela vendeu as suas memórias dos anos que passou com Hitler à editora Eher Verlag, o que lhe rendeu 20 000 Reichsmark. Entretanto, Alois Jr. continuou a gerir o seu restaurante ao longo de toda a guerra. Foi detido pelos britânicos, mas acabou por ser libertado quando ficou claro que não tinha tido qualquer envolvimento no regime do seu irmão.
Alguns familiares de Hitler fizeram parte do regime nazi durante a guerra. O sobrinho de Hitler foi membro do Partido Nazi. Frequentou uma academia militar de elite, os Institutos Nacionais de Educação Política (Napola) em Ballenstedt/Saxônia-Anhalt.[1] Desejando ser um oficial, Heinz entrou para o Heer (exército) como sub-oficial especialista em comunicações de rádio no 23.º Regimento de Artilharia Potsdamer em 1941, e participou na invasão da União Soviética. Em 10 de Janeiro de 1942, foi capturado pelas tropas soviéticas e enviado para a prisão militar de Moscovo, Butyrka, onde viria a morrer, com 21 anos de idade, após interrogatórios e tortura. Não casou nem teve filhos.
O outro sobrinho de Hitler, Leo Rudolf Raubal, foi recrutado para a Luftwaffe. Ficou ferido em Janeiro de 1943 durante a Batalha de Estalingrado, e Friedrich Paulus solicitou a Hitler que se evacuasse Raubal para a Alemanha. Hitler recusou e Raubal foi capturado pelos soviéticos em 31 de Janeiro de 1943. Hitler deu ordens para se avaliar a possibilidade de se efectuar uma troca de prisioneiros com os soviéticos pelo filho de Estaline, Yakov Dzhugashvili, que estava detido na Alemanha desde 16 de Julho de 1941. Estaline recusou a proposta de o trocar por Raubal ou Friedrich Paulus, e acrescentou "guerra é guerra."
Na Primavera de 1945, após a destruição de Dresden por ataques em larga escala através de bombardeamento (13 e 14 de Fevereiro), Adolf Hitler levou Angela para Berchtesgaden para evitar que ela fosse feita prisioneira pelos soviéticos. Também lhe deu, e à sua irmã mais nova Paula, 100 000 Reichsmark. Paula praticamente não viu o seu irmão durante a guerra. Existem indícios de que Paula partilhava o forte nacionalismo alemão do seu irmão, embora ela não fosse politicamente activa e nunca ter sido membro do Partido Nazi. Durante os últimos dia da guerra, com 49 anos de idade, foi levada para Berchtesgaden, por ordem de Martin Bormann.
Depois da meia-noite de 28 para 29 de Abril de 1945, Adolf e Eva Braun casaram-se numa pequena cerimónia civil no Führerbunker em Berlim. No mesmo local, no dia 30 de Abril, o casal suicidou-se.

## Lista de membros
- Adolf Hitler (1889–1945), Chanceler da Alemanha
- Eva Braun (1912–1945), esposa
- Alois Hitler, Sr. (1837–1903), pai
- Klara Hitler (1860–1907), mãe
- Alois Hitler, Jr. (nascido Matzelsberger) (1882–1956), meio-irmão mais velho
- Angela Hitler (1883–1949), meia-irmã mais velha
- Quatro dos irmãos de Adolf morreram ainda novos de doenças:
  - Gustav Hitler (1885–1887), morreu de difteria
  - Ida Hitler (1886–1888), morreu de difteria
  - Otto Hitler (1892–1892), morreu de difteria
  - Edmund Hitler (1894–1900), morreu de sarampo
- Paula Hitler (1896–1960), irmã mais nova e única irmã a sobreviver até à idade adulta
- Bridget Dowling, cunhada
- Geli Raubal, sobrinha
- Gretl Braun, cunhada pelo casamento de Hitler com Eva Braun
- Heinz Hitler, sobrinho
- Ilse Braun, cunhada pelo casamento de Hitler com Eva Braun
- Johann Georg Hiedler (1792–1857), provável avô paterno
- Johann Nepomuk Hiedler, bisavô materno, presumivelmente tio-avô, e possivelmente o verdadeiro avô paterno de Hitler
- Leo Raubal Jr, sobrinho
- Maria Schicklgruber (1795–1847), avó paterna
- Johann Pölzl, avô materno
- Johanna Hiedler, avô materna
- William Patrick Hitler, sobrinho nascido em Liverpool, Inglaterra

## Árvore genealógica de Hitler
|                             |                             |                             |                             |                                    |                                    |                                    |                                    |                                    |                                    |                                     |                                     |                                     |                                     |                                      |                                      |                                      |                                      |                                      |                                      | Stefan Hiedler (1672–?)            | Stefan Hiedler (1672–?)            | Stefan Hiedler (1672–?)            | Stefan Hiedler (1672–?)            | Stefan Hiedler (1672–?)          | Stefan Hiedler (1672–?)          |                                  |                                  | Agnes Capeller (1674–?)         | Agnes Capeller (1674–?)         | Agnes Capeller (1674–?)          | Agnes Capeller (1674–?)          | Agnes Capeller (1674–?)          | Agnes Capeller (1674–?)          |                                  |                                  |                                    |                                    |                                    |                                    |                                    |                                    |                               |                               |                               |                               |                              |                              |                              |                              |                             |                             |                         |                         |                         |                         |                         |                         |                           |                           |                           |                           |                                  |                                  |                                  |                                  |                                  |                                  |                           |                           |                            |                            |                            |                            |                            |                            |                          |                          |  |  |                       |                       |                       |                       |                       |                       |  |  |                           |                           |                           |                           |                           |                           |  |  |                          |                          |                          |                          |                          |                          |
|                             |                             |                             |                             |                                    |                                    |                                    |                                    |                                    |                                    |                                     |                                     |                                     |                                     |                                      |                                      |                                      |                                      |                                      |                                      | Stefan Hiedler (1672–?)            | Stefan Hiedler (1672–?)            | Stefan Hiedler (1672–?)            | Stefan Hiedler (1672–?)            | Stefan Hiedler (1672–?)          | Stefan Hiedler (1672–?)          |                                  |                                  | Agnes Capeller (1674–?)         | Agnes Capeller (1674–?)         | Agnes Capeller (1674–?)          | Agnes Capeller (1674–?)          | Agnes Capeller (1674–?)          | Agnes Capeller (1674–?)          |                                  |                                  |                                    |                                    |                                    |                                    |                                    |                                    |                               |                               |                               |                               |                              |                              |                              |                              |                             |                             |                         |                         |                         |                         |                         |                         |                           |                           |                           |                           |                                  |                                  |                                  |                                  |                                  |                                  |                           |                           |                            |                            |                            |                            |                            |                            |                          |                          |  |  |                       |                       |                       |                       |                       |                       |  |  |                           |                           |                           |                           |                           |                           |  |  |                          |                          |                          |                          |                          |                          |
|                             |                             |                             |                             |                                    |                                    |                                    |                                    |                                    |                                    |                                     |                                     |                                     |                                     |                                      |                                      |                                      |                                      |                                      |                                      |                                    |                                    |                                    |                                    |                                  |                                  |                                  |                                  |                                 |                                 |                                  |                                  |                                  |                                  |                                  |                                  |                                    |                                    |                                    |                                    |                                    |                                    |                               |                               |                               |                               |                              |                              |                              |                              |                             |                             |                         |                         |                         |                         |                         |                         |                           |                           |                           |                           |                                  |                                  |                                  |                                  |                                  |                                  |                           |                           |                            |                            |                            |                            |                            |                            |                          |                          |  |  |                       |                       |                       |                       |                       |                       |  |  |                           |                           |                           |                           |                           |                           |  |  |                          |                          |                          |                          |                          |                          |
|                             |                             |                             |                             |                                    |                                    |                                    |                                    |                                    |                                    |                                     |                                     |                                     |                                     |                                      |                                      |                                      |                                      |                                      |                                      |                                    |                                    |                                    |                                    | Johann Hiedler (1725–?)          | Johann Hiedler (1725–?)          | Johann Hiedler (1725–?)          | Johann Hiedler (1725–?)          | Johann Hiedler (1725–?)         | Johann Hiedler (1725–?)         |                                  |                                  | Maria Anna Neugesch- wandter     | Maria Anna Neugesch- wandter     | Maria Anna Neugesch- wandter     | Maria Anna Neugesch- wandter     | Maria Anna Neugesch- wandter       | Maria Anna Neugesch- wandter       |                                    |                                    |                                    |                                    |                               |                               |                               |                               |                              |                              |                              |                              |                             |                             |                         |                         |                         |                         |                         |                         |                           |                           |                           |                           |                                  |                                  |                                  |                                  |                                  |                                  |                           |                           |                            |                            |                            |                            |                            |                            |                          |                          |  |  |                       |                       |                       |                       |                       |                       |  |  |                           |                           |                           |                           |                           |                           |  |  |                          |                          |                          |                          |                          |                          |
|                             |                             |                             |                             |                                    |                                    |                                    |                                    |                                    |                                    |                                     |                                     |                                     |                                     |                                      |                                      |                                      |                                      |                                      |                                      |                                    |                                    |                                    |                                    | Johann Hiedler (1725–?)          | Johann Hiedler (1725–?)          | Johann Hiedler (1725–?)          | Johann Hiedler (1725–?)          | Johann Hiedler (1725–?)         | Johann Hiedler (1725–?)         |                                  |                                  | Maria Anna Neugesch- wandter     | Maria Anna Neugesch- wandter     | Maria Anna Neugesch- wandter     | Maria Anna Neugesch- wandter     | Maria Anna Neugesch- wandter       | Maria Anna Neugesch- wandter       |                                    |                                    |                                    |                                    |                               |                               |                               |                               |                              |                              |                              |                              |                             |                             |                         |                         |                         |                         |                         |                         |                           |                           |                           |                           |                                  |                                  |                                  |                                  |                                  |                                  |                           |                           |                            |                            |                            |                            |                            |                            |                          |                          |  |  |                       |                       |                       |                       |                       |                       |  |  |                           |                           |                           |                           |                           |                           |  |  |                          |                          |                          |                          |                          |                          |
|                             |                             |                             |                             |                                    |                                    |                                    |                                    |                                    |                                    |                                     |                                     |                                     |                                     |                                      |                                      |                                      |                                      |                                      |                                      |                                    |                                    |                                    |                                    |                                  |                                  |                                  |                                  |                                 |                                 |                                  |                                  |                                  |                                  |                                  |                                  |                                    |                                    |                                    |                                    |                                    |                                    |                               |                               |                               |                               |                              |                              |                              |                              |                             |                             |                         |                         |                         |                         |                         |                         |                           |                           |                           |                           |                                  |                                  |                                  |                                  |                                  |                                  |                           |                           |                            |                            |                            |                            |                            |                            |                          |                          |  |  |                       |                       |                       |                       |                       |                       |  |  |                           |                           |                           |                           |                           |                           |  |  |                          |                          |                          |                          |                          |                          |
|                             |                             |                             |                             |                                    |                                    |                                    |                                    |                                    |                                    |                                     |                                     |                                     |                                     |                                      |                                      |                                      |                                      |                                      |                                      |                                    |                                    |                                    |                                    |                                  |                                  |                                  |                                  | Martin Hiedler (1762–1829)      | Martin Hiedler (1762–1829)      | Martin Hiedler (1762–1829)       | Martin Hiedler (1762–1829)       | Martin Hiedler (1762–1829)       | Martin Hiedler (1762–1829)       |                                  |                                  | Anna Maria Goschl (1760–1854)      | Anna Maria Goschl (1760–1854)      | Anna Maria Goschl (1760–1854)      | Anna Maria Goschl (1760–1854)      | Anna Maria Goschl (1760–1854)      | Anna Maria Goschl (1760–1854)      |                               |                               |                               |                               |                              |                              |                              |                              |                             |                             |                         |                         |                         |                         |                         |                         |                           |                           |                           |                           |                                  |                                  |                                  |                                  |                                  |                                  |                           |                           |                            |                            |                            |                            |                            |                            |                          |                          |  |  |                       |                       |                       |                       |                       |                       |  |  |                           |                           |                           |                           |                           |                           |  |  |                          |                          |                          |                          |                          |                          |
|                             |                             |                             |                             |                                    |                                    |                                    |                                    |                                    |                                    |                                     |                                     |                                     |                                     |                                      |                                      |                                      |                                      |                                      |                                      |                                    |                                    |                                    |                                    |                                  |                                  |                                  |                                  | Martin Hiedler (1762–1829)      | Martin Hiedler (1762–1829)      | Martin Hiedler (1762–1829)       | Martin Hiedler (1762–1829)       | Martin Hiedler (1762–1829)       | Martin Hiedler (1762–1829)       |                                  |                                  | Anna Maria Goschl (1760–1854)      | Anna Maria Goschl (1760–1854)      | Anna Maria Goschl (1760–1854)      | Anna Maria Goschl (1760–1854)      | Anna Maria Goschl (1760–1854)      | Anna Maria Goschl (1760–1854)      |                               |                               |                               |                               |                              |                              |                              |                              |                             |                             |                         |                         |                         |                         |                         |                         |                           |                           |                           |                           |                                  |                                  |                                  |                                  |                                  |                                  |                           |                           |                            |                            |                            |                            |                            |                            |                          |                          |  |  |                       |                       |                       |                       |                       |                       |  |  |                           |                           |                           |                           |                           |                           |  |  |                          |                          |                          |                          |                          |                          |
|                             |                             |                             |                             |                                    |                                    |                                    |                                    |                                    |                                    |                                     |                                     |                                     |                                     |                                      |                                      |                                      |                                      |                                      |                                      |                                    |                                    |                                    |                                    |                                  |                                  |                                  |                                  |                                 |                                 |                                  |                                  |                                  |                                  |                                  |                                  |                                    |                                    |                                    |                                    |                                    |                                    |                               |                               |                               |                               |                              |                              |                              |                              |                             |                             |                         |                         |                         |                         |                         |                         |                           |                           |                           |                           |                                  |                                  |                                  |                                  |                                  |                                  |                           |                           |                            |                            |                            |                            |                            |                            |                          |                          |  |  |                       |                       |                       |                       |                       |                       |  |  |                           |                           |                           |                           |                           |                           |  |  |                          |                          |                          |                          |                          |                          |
|                             |                             |                             |                             |                                    |                                    |                                    |                                    |                                    |                                    |                                     |                                     |                                     |                                     |                                      |                                      |                                      |                                      |                                      |                                      |                                    |                                    |                                    |                                    |                                  |                                  |                                  |                                  |                                 |                                 |                                  |                                  |                                  |                                  |                                  |                                  |                                    |                                    |                                    |                                    |                                    |                                    |                               |                               |                               |                               |                              |                              |                              |                              |                             |                             |                         |                         |                         |                         |                         |                         |                           |                           |                           |                           |                                  |                                  |                                  |                                  |                                  |                                  |                           |                           |                            |                            |                            |                            |                            |                            |                          |                          |  |  |                       |                       |                       |                       |                       |                       |  |  |                           |                           |                           |                           |                           |                           |  |  |                          |                          |                          |                          |                          |                          |
|                             |                             |                             |                             |                                    |                                    |                                    |                                    |                                    |                                    | Lorenz Hiedler (1800-1861)          | Lorenz Hiedler (1800-1861)          | Lorenz Hiedler (1800-1861)          | Lorenz Hiedler (1800-1861)          | Lorenz Hiedler (1800-1861)           | Lorenz Hiedler (1800-1861)           |                                      |                                      | Johannes Schicklgruber (1764–1847)   | Johannes Schicklgruber (1764–1847)   | Johannes Schicklgruber (1764–1847) | Johannes Schicklgruber (1764–1847) | Johannes Schicklgruber (1764–1847) | Johannes Schicklgruber (1764–1847) |                                  |                                  | Theresia Pfeisinger (1769–1821)  | Theresia Pfeisinger (1769–1821)  | Theresia Pfeisinger (1769–1821) | Theresia Pfeisinger (1769–1821) | Theresia Pfeisinger (1769–1821)  | Theresia Pfeisinger (1769–1821)  |                                  |                                  |                                  |                                  | Johann Nepomuk Hiedler (1807–1888) | Johann Nepomuk Hiedler (1807–1888) | Johann Nepomuk Hiedler (1807–1888) | Johann Nepomuk Hiedler (1807–1888) | Johann Nepomuk Hiedler (1807–1888) | Johann Nepomuk Hiedler (1807–1888) |                               |                               | Eva Maria Decker (1792–1873)  | Eva Maria Decker (1792–1873)  | Eva Maria Decker (1792–1873) | Eva Maria Decker (1792–1873) | Eva Maria Decker (1792–1873) | Eva Maria Decker (1792–1873) |                             |                             |                         |                         |                         |                         |                         |                         | Laurenz Pölzl (1788–1841) | Laurenz Pölzl (1788–1841) | Laurenz Pölzl (1788–1841) | Laurenz Pölzl (1788–1841) | Laurenz Pölzl (1788–1841)        | Laurenz Pölzl (1788–1841)        |                                  |                                  | Juliana Walli (1797–1831)        | Juliana Walli (1797–1831)        | Juliana Walli (1797–1831) | Juliana Walli (1797–1831) | Juliana Walli (1797–1831)  | Juliana Walli (1797–1831)  |                            |                            |                            |                            |                          |                          |  |  |                       |                       |                       |                       |                       |                       |  |  |                           |                           |                           |                           |                           |                           |  |  |                          |                          |                          |                          |                          |                          |
|                             |                             |                             |                             |                                    |                                    |                                    |                                    |                                    |                                    | Lorenz Hiedler (1800-1861)          | Lorenz Hiedler (1800-1861)          | Lorenz Hiedler (1800-1861)          | Lorenz Hiedler (1800-1861)          | Lorenz Hiedler (1800-1861)           | Lorenz Hiedler (1800-1861)           |                                      |                                      | Johannes Schicklgruber (1764–1847)   | Johannes Schicklgruber (1764–1847)   | Johannes Schicklgruber (1764–1847) | Johannes Schicklgruber (1764–1847) | Johannes Schicklgruber (1764–1847) | Johannes Schicklgruber (1764–1847) |                                  |                                  | Theresia Pfeisinger (1769–1821)  | Theresia Pfeisinger (1769–1821)  | Theresia Pfeisinger (1769–1821) | Theresia Pfeisinger (1769–1821) | Theresia Pfeisinger (1769–1821)  | Theresia Pfeisinger (1769–1821)  |                                  |                                  |                                  |                                  | Johann Nepomuk Hiedler (1807–1888) | Johann Nepomuk Hiedler (1807–1888) | Johann Nepomuk Hiedler (1807–1888) | Johann Nepomuk Hiedler (1807–1888) | Johann Nepomuk Hiedler (1807–1888) | Johann Nepomuk Hiedler (1807–1888) |                               |                               | Eva Maria Decker (1792–1873)  | Eva Maria Decker (1792–1873)  | Eva Maria Decker (1792–1873) | Eva Maria Decker (1792–1873) | Eva Maria Decker (1792–1873) | Eva Maria Decker (1792–1873) |                             |                             |                         |                         |                         |                         |                         |                         | Laurenz Pölzl (1788–1841) | Laurenz Pölzl (1788–1841) | Laurenz Pölzl (1788–1841) | Laurenz Pölzl (1788–1841) | Laurenz Pölzl (1788–1841)        | Laurenz Pölzl (1788–1841)        |                                  |                                  | Juliana Walli (1797–1831)        | Juliana Walli (1797–1831)        | Juliana Walli (1797–1831) | Juliana Walli (1797–1831) | Juliana Walli (1797–1831)  | Juliana Walli (1797–1831)  |                            |                            |                            |                            |                          |                          |  |  |                       |                       |                       |                       |                       |                       |  |  |                           |                           |                           |                           |                           |                           |  |  |                          |                          |                          |                          |                          |                          |
|                             |                             |                             |                             |                                    |                                    |                                    |                                    |                                    |                                    |                                     |                                     |                                     |                                     |                                      |                                      |                                      |                                      |                                      |                                      |                                    |                                    |                                    |                                    |                                  |                                  |                                  |                                  |                                 |                                 |                                  |                                  |                                  |                                  |                                  |                                  |                                    |                                    |                                    |                                    |                                    |                                    |                               |                               |                               |                               |                              |                              |                              |                              |                             |                             |                         |                         |                         |                         |                         |                         |                           |                           |                           |                           |                                  |                                  |                                  |                                  |                                  |                                  |                           |                           |                            |                            |                            |                            |                            |                            |                          |                          |  |  |                       |                       |                       |                       |                       |                       |  |  |                           |                           |                           |                           |                           |                           |  |  |                          |                          |                          |                          |                          |                          |
|                             |                             |                             |                             |                                    |                                    |                                    |                                    |                                    |                                    |                                     |                                     |                                     |                                     |                                      |                                      |                                      |                                      |                                      |                                      |                                    |                                    |                                    |                                    |                                  |                                  |                                  |                                  |                                 |                                 |                                  |                                  |                                  |                                  |                                  |                                  |                                    |                                    |                                    |                                    |                                    |                                    |                               |                               |                               |                               |                              |                              |                              |                              |                             |                             |                         |                         |                         |                         |                         |                         |                           |                           |                           |                           |                                  |                                  |                                  |                                  |                                  |                                  |                           |                           |                            |                            |                            |                            |                            |                            |                          |                          |  |  |                       |                       |                       |                       |                       |                       |  |  |                           |                           |                           |                           |                           |                           |  |  |                          |                          |                          |                          |                          |                          |
|                             |                             |                             |                             |                                    |                                    |                                    |                                    |                                    |                                    |                                     |                                     |                                     |                                     | Disputa de paternidade: Ver detalhes | Disputa de paternidade: Ver detalhes | Disputa de paternidade: Ver detalhes | Disputa de paternidade: Ver detalhes | Disputa de paternidade: Ver detalhes | Disputa de paternidade: Ver detalhes |                                    |                                    | Maria Schicklgruber (1795–1847)    | Maria Schicklgruber (1795–1847)    | Maria Schicklgruber (1795–1847)  | Maria Schicklgruber (1795–1847)  | Maria Schicklgruber (1795–1847)  | Maria Schicklgruber (1795–1847)  |                                 |                                 | Johann Georg Hiedler (1792–1857) | Johann Georg Hiedler (1792–1857) | Johann Georg Hiedler (1792–1857) | Johann Georg Hiedler (1792–1857) | Johann Georg Hiedler (1792–1857) | Johann Georg Hiedler (1792–1857) |                                    |                                    | Walburga Hiedler (1832–1900)       | Walburga Hiedler (1832–1900)       | Walburga Hiedler (1832–1900)       | Walburga Hiedler (1832–1900)       | Walburga Hiedler (1832–1900)  | Walburga Hiedler (1832–1900)  |                               |                               | Johanna Hiedler (1830–1906)  | Johanna Hiedler (1830–1906)  | Johanna Hiedler (1830–1906)  | Johanna Hiedler (1830–1906)  | Johanna Hiedler (1830–1906) | Johanna Hiedler (1830–1906) |                         |                         |                         |                         |                         |                         |                           |                           |                           |                           | Johann Baptist Pölzl (1828–1902) | Johann Baptist Pölzl (1828–1902) | Johann Baptist Pölzl (1828–1902) | Johann Baptist Pölzl (1828–1902) | Johann Baptist Pölzl (1828–1902) | Johann Baptist Pölzl (1828–1902) |                           |                           |                            |                            |                            |                            |                            |                            |                          |                          |  |  |                       |                       |                       |                       |                       |                       |  |  |                           |                           |                           |                           |                           |                           |  |  |                          |                          |                          |                          |                          |                          |
|                             |                             |                             |                             |                                    |                                    |                                    |                                    |                                    |                                    |                                     |                                     |                                     |                                     | Disputa de paternidade: Ver detalhes | Disputa de paternidade: Ver detalhes | Disputa de paternidade: Ver detalhes | Disputa de paternidade: Ver detalhes | Disputa de paternidade: Ver detalhes | Disputa de paternidade: Ver detalhes |                                    |                                    | Maria Schicklgruber (1795–1847)    | Maria Schicklgruber (1795–1847)    | Maria Schicklgruber (1795–1847)  | Maria Schicklgruber (1795–1847)  | Maria Schicklgruber (1795–1847)  | Maria Schicklgruber (1795–1847)  |                                 |                                 | Johann Georg Hiedler (1792–1857) | Johann Georg Hiedler (1792–1857) | Johann Georg Hiedler (1792–1857) | Johann Georg Hiedler (1792–1857) | Johann Georg Hiedler (1792–1857) | Johann Georg Hiedler (1792–1857) |                                    |                                    | Walburga Hiedler (1832–1900)       | Walburga Hiedler (1832–1900)       | Walburga Hiedler (1832–1900)       | Walburga Hiedler (1832–1900)       | Walburga Hiedler (1832–1900)  | Walburga Hiedler (1832–1900)  |                               |                               | Johanna Hiedler (1830–1906)  | Johanna Hiedler (1830–1906)  | Johanna Hiedler (1830–1906)  | Johanna Hiedler (1830–1906)  | Johanna Hiedler (1830–1906) | Johanna Hiedler (1830–1906) |                         |                         |                         |                         |                         |                         |                           |                           |                           |                           | Johann Baptist Pölzl (1828–1902) | Johann Baptist Pölzl (1828–1902) | Johann Baptist Pölzl (1828–1902) | Johann Baptist Pölzl (1828–1902) | Johann Baptist Pölzl (1828–1902) | Johann Baptist Pölzl (1828–1902) |                           |                           |                            |                            |                            |                            |                            |                            |                          |                          |  |  |                       |                       |                       |                       |                       |                       |  |  |                           |                           |                           |                           |                           |                           |  |  |                          |                          |                          |                          |                          |                          |
|                             |                             |                             |                             |                                    |                                    |                                    |                                    |                                    |                                    |                                     |                                     |                                     |                                     |                                      |                                      |                                      |                                      |                                      |                                      |                                    |                                    |                                    |                                    |                                  |                                  |                                  |                                  |                                 |                                 |                                  |                                  |                                  |                                  |                                  |                                  |                                    |                                    |                                    |                                    |                                    |                                    |                               |                               |                               |                               |                              |                              |                              |                              |                             |                             |                         |                         |                         |                         |                         |                         |                           |                           |                           |                           |                                  |                                  |                                  |                                  |                                  |                                  |                           |                           |                            |                            |                            |                            |                            |                            |                          |                          |  |  |                       |                       |                       |                       |                       |                       |  |  |                           |                           |                           |                           |                           |                           |  |  |                          |                          |                          |                          |                          |                          |
|                             |                             |                             |                             |                                    |                                    |                                    |                                    |                                    |                                    |                                     |                                     |                                     |                                     |                                      |                                      |                                      |                                      |                                      |                                      |                                    |                                    |                                    |                                    |                                  |                                  |                                  |                                  |                                 |                                 |                                  |                                  |                                  |                                  |                                  |                                  |                                    |                                    |                                    |                                    |                                    |                                    |                               |                               |                               |                               |                              |                              |                              |                              |                             |                             |                         |                         |                         |                         |                         |                         |                           |                           |                           |                           |                                  |                                  |                                  |                                  |                                  |                                  |                           |                           |                            |                            |                            |                            |                            |                            |                          |                          |  |  |                       |                       |                       |                       |                       |                       |  |  |                           |                           |                           |                           |                           |                           |  |  |                          |                          |                          |                          |                          |                          |
|                             |                             |                             |                             |                                    |                                    |                                    |                                    |                                    |                                    | Franziska Matzelsberger (1861–1884) | Franziska Matzelsberger (1861–1884) | Franziska Matzelsberger (1861–1884) | Franziska Matzelsberger (1861–1884) | Franziska Matzelsberger (1861–1884)  | Franziska Matzelsberger (1861–1884)  |                                      |                                      |                                      |                                      |                                    |                                    |                                    |                                    |                                  |                                  | Alois Hitler (1837–1903)         | Alois Hitler (1837–1903)         | Alois Hitler (1837–1903)        | Alois Hitler (1837–1903)        | Alois Hitler (1837–1903)         | Alois Hitler (1837–1903)         |                                  |                                  |                                  |                                  |                                    |                                    |                                    |                                    |                                    |                                    |                               |                               |                               |                               |                              |                              |                              |                              |                             |                             |                         |                         | Klara Pölzl (1860–1907) | Klara Pölzl (1860–1907) | Klara Pölzl (1860–1907) | Klara Pölzl (1860–1907) | Klara Pölzl (1860–1907)   | Klara Pölzl (1860–1907)   |                           |                           | Johanna Pölzl (1863–1911)        | Johanna Pölzl (1863–1911)        | Johanna Pölzl (1863–1911)        | Johanna Pölzl (1863–1911)        | Johanna Pölzl (1863–1911)        | Johanna Pölzl (1863–1911)        |                           |                           | Theresia Pölzl (1868–1935) | Theresia Pölzl (1868–1935) | Theresia Pölzl (1868–1935) | Theresia Pölzl (1868–1935) | Theresia Pölzl (1868–1935) | Theresia Pölzl (1868–1935) |                          |                          |  |  |                       |                       |                       |                       |                       |                       |  |  |                           |                           |                           |                           |                           |                           |  |  |                          |                          |                          |                          |                          |                          |
|                             |                             |                             |                             |                                    |                                    |                                    |                                    |                                    |                                    | Franziska Matzelsberger (1861–1884) | Franziska Matzelsberger (1861–1884) | Franziska Matzelsberger (1861–1884) | Franziska Matzelsberger (1861–1884) | Franziska Matzelsberger (1861–1884)  | Franziska Matzelsberger (1861–1884)  |                                      |                                      |                                      |                                      |                                    |                                    |                                    |                                    |                                  |                                  | Alois Hitler (1837–1903)         | Alois Hitler (1837–1903)         | Alois Hitler (1837–1903)        | Alois Hitler (1837–1903)        | Alois Hitler (1837–1903)         | Alois Hitler (1837–1903)         |                                  |                                  |                                  |                                  |                                    |                                    |                                    |                                    |                                    |                                    |                               |                               |                               |                               |                              |                              |                              |                              |                             |                             |                         |                         | Klara Pölzl (1860–1907) | Klara Pölzl (1860–1907) | Klara Pölzl (1860–1907) | Klara Pölzl (1860–1907) | Klara Pölzl (1860–1907)   | Klara Pölzl (1860–1907)   |                           |                           | Johanna Pölzl (1863–1911)        | Johanna Pölzl (1863–1911)        | Johanna Pölzl (1863–1911)        | Johanna Pölzl (1863–1911)        | Johanna Pölzl (1863–1911)        | Johanna Pölzl (1863–1911)        |                           |                           | Theresia Pölzl (1868–1935) | Theresia Pölzl (1868–1935) | Theresia Pölzl (1868–1935) | Theresia Pölzl (1868–1935) | Theresia Pölzl (1868–1935) | Theresia Pölzl (1868–1935) |                          |                          |  |  |                       |                       |                       |                       |                       |                       |  |  |                           |                           |                           |                           |                           |                           |  |  |                          |                          |                          |                          |                          |                          |
|                             |                             |                             |                             |                                    |                                    |                                    |                                    |                                    |                                    |                                     |                                     |                                     |                                     |                                      |                                      |                                      |                                      |                                      |                                      |                                    |                                    |                                    |                                    |                                  |                                  |                                  |                                  |                                 |                                 |                                  |                                  |                                  |                                  |                                  |                                  |                                    |                                    |                                    |                                    |                                    |                                    |                               |                               |                               |                               |                              |                              |                              |                              |                             |                             |                         |                         |                         |                         |                         |                         |                           |                           |                           |                           |                                  |                                  |                                  |                                  |                                  |                                  |                           |                           |                            |                            |                            |                            |                            |                            |                          |                          |  |  |                       |                       |                       |                       |                       |                       |  |  |                           |                           |                           |                           |                           |                           |  |  |                          |                          |                          |                          |                          |                          |
|                             |                             |                             |                             |                                    |                                    |                                    |                                    |                                    |                                    |                                     |                                     |                                     |                                     |                                      |                                      |                                      |                                      |                                      |                                      |                                    |                                    |                                    |                                    |                                  |                                  |                                  |                                  |                                 |                                 |                                  |                                  |                                  |                                  |                                  |                                  |                                    |                                    |                                    |                                    |                                    |                                    |                               |                               |                               |                               |                              |                              |                              |                              |                             |                             |                         |                         |                         |                         |                         |                         |                           |                           |                           |                           |                                  |                                  |                                  |                                  |                                  |                                  |                           |                           |                            |                            |                            |                            |                            |                            |                          |                          |  |  |                       |                       |                       |                       |                       |                       |  |  |                           |                           |                           |                           |                           |                           |  |  |                          |                          |                          |                          |                          |                          |
| Bridget Dowling (1891–1969) | Bridget Dowling (1891–1969) | Bridget Dowling (1891–1969) | Bridget Dowling (1891–1969) | Bridget Dowling (1891–1969)        | Bridget Dowling (1891–1969)        |                                    |                                    | Alois Hitler, Jr. (1882–1956)      | Alois Hitler, Jr. (1882–1956)      | Alois Hitler, Jr. (1882–1956)       | Alois Hitler, Jr. (1882–1956)       | Alois Hitler, Jr. (1882–1956)       | Alois Hitler, Jr. (1882–1956)       |                                      |                                      | Hedwig Heidemann (1889-1966)         | Hedwig Heidemann (1889-1966)         | Hedwig Heidemann (1889-1966)         | Hedwig Heidemann (1889-1966)         | Hedwig Heidemann (1889-1966)       | Hedwig Heidemann (1889-1966)       |                                    |                                    | Leo Raubal Sr. (1879–1910)       | Leo Raubal Sr. (1879–1910)       | Leo Raubal Sr. (1879–1910)       | Leo Raubal Sr. (1879–1910)       | Leo Raubal Sr. (1879–1910)      | Leo Raubal Sr. (1879–1910)      |                                  |                                  | Angela Hitler (1883–1949)        | Angela Hitler (1883–1949)        | Angela Hitler (1883–1949)        | Angela Hitler (1883–1949)        | Angela Hitler (1883–1949)          | Angela Hitler (1883–1949)          |                                    |                                    | Martin Hammitzsch (1878–1945)      | Martin Hammitzsch (1878–1945)      | Martin Hammitzsch (1878–1945) | Martin Hammitzsch (1878–1945) | Martin Hammitzsch (1878–1945) | Martin Hammitzsch (1878–1945) |                              |                              | Gustav Hitler (1885–87)      | Gustav Hitler (1885–87)      | Gustav Hitler (1885–87)     | Gustav Hitler (1885–87)     | Gustav Hitler (1885–87) | Gustav Hitler (1885–87) |                         |                         | Ida Hitler (1886–88)    | Ida Hitler (1886–88)    | Ida Hitler (1886–88)      | Ida Hitler (1886–88)      | Ida Hitler (1886–88)      | Ida Hitler (1886–88)      |                                  |                                  | Otto Hitler (1887-1887)          | Otto Hitler (1887-1887)          | Otto Hitler (1887-1887)          | Otto Hitler (1887-1887)          | Otto Hitler (1887-1887)   | Otto Hitler (1887-1887)   |                            |                            | Adolf Hitler (1889–1945)   | Adolf Hitler (1889–1945)   | Adolf Hitler (1889–1945)   | Adolf Hitler (1889–1945)   | Adolf Hitler (1889–1945) | Adolf Hitler (1889–1945) |  |  | Eva Braun (1912–1945) | Eva Braun (1912–1945) | Eva Braun (1912–1945) | Eva Braun (1912–1945) | Eva Braun (1912–1945) | Eva Braun (1912–1945) |  |  | Edmund Hitler (1894–1900) | Edmund Hitler (1894–1900) | Edmund Hitler (1894–1900) | Edmund Hitler (1894–1900) | Edmund Hitler (1894–1900) | Edmund Hitler (1894–1900) |  |  | Paula Hitler (1896–1960) | Paula Hitler (1896–1960) | Paula Hitler (1896–1960) | Paula Hitler (1896–1960) | Paula Hitler (1896–1960) | Paula Hitler (1896–1960) |
| Bridget Dowling (1891–1969) | Bridget Dowling (1891–1969) | Bridget Dowling (1891–1969) | Bridget Dowling (1891–1969) | Bridget Dowling (1891–1969)        | Bridget Dowling (1891–1969)        |                                    |                                    | Alois Hitler, Jr. (1882–1956)      | Alois Hitler, Jr. (1882–1956)      | Alois Hitler, Jr. (1882–1956)       | Alois Hitler, Jr. (1882–1956)       | Alois Hitler, Jr. (1882–1956)       | Alois Hitler, Jr. (1882–1956)       |                                      |                                      | Hedwig Heidemann (1889-1966)         | Hedwig Heidemann (1889-1966)         | Hedwig Heidemann (1889-1966)         | Hedwig Heidemann (1889-1966)         | Hedwig Heidemann (1889-1966)       | Hedwig Heidemann (1889-1966)       |                                    |                                    | Leo Raubal Sr. (1879–1910)       | Leo Raubal Sr. (1879–1910)       | Leo Raubal Sr. (1879–1910)       | Leo Raubal Sr. (1879–1910)       | Leo Raubal Sr. (1879–1910)      | Leo Raubal Sr. (1879–1910)      |                                  |                                  | Angela Hitler (1883–1949)        | Angela Hitler (1883–1949)        | Angela Hitler (1883–1949)        | Angela Hitler (1883–1949)        | Angela Hitler (1883–1949)          | Angela Hitler (1883–1949)          |                                    |                                    | Martin Hammitzsch (1878–1945)      | Martin Hammitzsch (1878–1945)      | Martin Hammitzsch (1878–1945) | Martin Hammitzsch (1878–1945) | Martin Hammitzsch (1878–1945) | Martin Hammitzsch (1878–1945) |                              |                              | Gustav Hitler (1885–87)      | Gustav Hitler (1885–87)      | Gustav Hitler (1885–87)     | Gustav Hitler (1885–87)     | Gustav Hitler (1885–87) | Gustav Hitler (1885–87) |                         |                         | Ida Hitler (1886–88)    | Ida Hitler (1886–88)    | Ida Hitler (1886–88)      | Ida Hitler (1886–88)      | Ida Hitler (1886–88)      | Ida Hitler (1886–88)      |                                  |                                  | Otto Hitler (1887-1887)          | Otto Hitler (1887-1887)          | Otto Hitler (1887-1887)          | Otto Hitler (1887-1887)          | Otto Hitler (1887-1887)   | Otto Hitler (1887-1887)   |                            |                            | Adolf Hitler (1889–1945)   | Adolf Hitler (1889–1945)   | Adolf Hitler (1889–1945)   | Adolf Hitler (1889–1945)   | Adolf Hitler (1889–1945) | Adolf Hitler (1889–1945) |  |  | Eva Braun (1912–1945) | Eva Braun (1912–1945) | Eva Braun (1912–1945) | Eva Braun (1912–1945) | Eva Braun (1912–1945) | Eva Braun (1912–1945) |  |  | Edmund Hitler (1894–1900) | Edmund Hitler (1894–1900) | Edmund Hitler (1894–1900) | Edmund Hitler (1894–1900) | Edmund Hitler (1894–1900) | Edmund Hitler (1894–1900) |  |  | Paula Hitler (1896–1960) | Paula Hitler (1896–1960) | Paula Hitler (1896–1960) | Paula Hitler (1896–1960) | Paula Hitler (1896–1960) | Paula Hitler (1896–1960) |
|                             |                             |                             |                             |                                    |                                    |                                    |                                    |                                    |                                    |                                     |                                     |                                     |                                     |                                      |                                      |                                      |                                      |                                      |                                      |                                    |                                    |                                    |                                    |                                  |                                  |                                  |                                  |                                 |                                 |                                  |                                  |                                  |                                  |                                  |                                  |                                    |                                    |                                    |                                    |                                    |                                    |                               |                               |                               |                               |                              |                              |                              |                              |                             |                             |                         |                         |                         |                         |                         |                         |                           |                           |                           |                           |                                  |                                  |                                  |                                  |                                  |                                  |                           |                           |                            |                            |                            |                            |                            |                            |                          |                          |  |  |                       |                       |                       |                       |                       |                       |  |  |                           |                           |                           |                           |                           |                           |  |  |                          |                          |                          |                          |                          |                          |
|                             |                             |                             |                             |                                    |                                    |                                    |                                    |                                    |                                    |                                     |                                     |                                     |                                     |                                      |                                      |                                      |                                      |                                      |                                      |                                    |                                    |                                    |                                    |                                  |                                  |                                  |                                  |                                 |                                 |                                  |                                  |                                  |                                  |                                  |                                  |                                    |                                    |                                    |                                    |                                    |                                    |                               |                               |                               |                               |                              |                              |                              |                              |                             |                             |                         |                         |                         |                         |                         |                         |                           |                           |                           |                           |                                  |                                  |                                  |                                  |                                  |                                  |                           |                           |                            |                            |                            |                            |                            |                            |                          |                          |  |  |                       |                       |                       |                       |                       |                       |  |  |                           |                           |                           |                           |                           |                           |  |  |                          |                          |                          |                          |                          |                          |
|                             |                             |                             |                             | William Patrick Hitler (1911–1987) | William Patrick Hitler (1911–1987) | William Patrick Hitler (1911–1987) | William Patrick Hitler (1911–1987) | William Patrick Hitler (1911–1987) | William Patrick Hitler (1911–1987) |                                     |                                     | Heinz Hitler (1920–1942)            | Heinz Hitler (1920–1942)            | Heinz Hitler (1920–1942)             | Heinz Hitler (1920–1942)             | Heinz Hitler (1920–1942)             | Heinz Hitler (1920–1942)             |                                      |                                      |                                    |                                    | Leo Rudolf Raubal Jr (1906–1977)   | Leo Rudolf Raubal Jr (1906–1977)   | Leo Rudolf Raubal Jr (1906–1977) | Leo Rudolf Raubal Jr (1906–1977) | Leo Rudolf Raubal Jr (1906–1977) | Leo Rudolf Raubal Jr (1906–1977) |                                 |                                 | Geli Raubal (1908–1931)          | Geli Raubal (1908–1931)          | Geli Raubal (1908–1931)          | Geli Raubal (1908–1931)          | Geli Raubal (1908–1931)          | Geli Raubal (1908–1931)          |                                    |                                    | Elfriede Raubal (1910–1993)        | Elfriede Raubal (1910–1993)        | Elfriede Raubal (1910–1993)        | Elfriede Raubal (1910–1993)        | Elfriede Raubal (1910–1993)   | Elfriede Raubal (1910–1993)   |                               |                               |                              |                              |                              |                              |                             |                             |                         |                         |                         |                         |                         |                         |                           |                           |                           |                           |                                  |                                  |                                  |                                  |                                  |                                  |                           |                           |                            |                            |                            |                            |                            |                            |                          |                          |  |  |                       |                       |                       |                       |                       |                       |  |  |                           |                           |                           |                           |                           |                           |  |  |                          |                          |                          |                          |                          |                          |

## Árvore genealógica da família Braun
Nota: para simplificar, os segundos casamentos após 1945 de Ilse e Gretl foram excluídos.
|                   |                   |                   |                   |                   |                   |  |  |                        |                        |                        |                        |                        |                        |  |  | Friedrich Braun (1879–1964) | Friedrich Braun (1879–1964) | Friedrich Braun (1879–1964) | Friedrich Braun (1879–1964) | Friedrich Braun (1879–1964) | Friedrich Braun (1879–1964) |  |  | Franziska Kronberger (1885–1976) | Franziska Kronberger (1885–1976) | Franziska Kronberger (1885–1976) | Franziska Kronberger (1885–1976) | Franziska Kronberger (1885–1976) | Franziska Kronberger (1885–1976) |  |  |                         |                         |                         |                         |                                  |                         |  |  |                              |                              |                              |                              |                              |                              |  |  |  |  |
|                   |                   |                   |                   |                   |                   |  |  |                        |                        |                        |                        |                        |                        |  |  | Friedrich Braun (1879–1964) | Friedrich Braun (1879–1964) | Friedrich Braun (1879–1964) | Friedrich Braun (1879–1964) | Friedrich Braun (1879–1964) | Friedrich Braun (1879–1964) |  |  | Franziska Kronberger (1885–1976) | Franziska Kronberger (1885–1976) | Franziska Kronberger (1885–1976) | Franziska Kronberger (1885–1976) | Franziska Kronberger (1885–1976) | Franziska Kronberger (1885–1976) |  |  |                         |                         |                         |                         |                                  |                         |  |  |                              |                              |                              |                              |                              |                              |  |  |  |  |
|                   |                   |                   |                   |                   |                   |  |  |                        |                        |                        |                        |                        |                        |  |  |                             |                             |                             |                             |                             |                             |  |  |                                  |                                  |                                  |                                  |                                  |                                  |  |  |                         |                         |                         |                         |                                  |                         |  |  |                              |                              |                              |                              |                              |                              |  |  |  |  |
|                   |                   |                   |                   |                   |                   |  |  |                        |                        |                        |                        |                        |                        |  |  |                             |                             |                             |                             |                             |                             |  |  |                                  |                                  |                                  |                                  |                                  |                                  |  |  |                         |                         |                         |                         |                                  |                         |  |  |                              |                              |                              |                              |                              |                              |  |  |  |  |
| (Herr) Hofstätter | (Herr) Hofstätter | (Herr) Hofstätter | (Herr) Hofstätter | (Herr) Hofstätter | (Herr) Hofstätter |  |  | Ilse Braun (1909–1979) | Ilse Braun (1909–1979) | Ilse Braun (1909–1979) | Ilse Braun (1909–1979) | Ilse Braun (1909–1979) | Ilse Braun (1909–1979) |  |  | Adolf Hitler (1889–1945)    | Adolf Hitler (1889–1945)    | Adolf Hitler (1889–1945)    | Adolf Hitler (1889–1945)    | Adolf Hitler (1889–1945)    | Adolf Hitler (1889–1945)    |  |  | Eva Braun (1912–1945)            | Eva Braun (1912–1945)            | Eva Braun (1912–1945)            | Eva Braun (1912–1945)            | Eva Braun (1912–1945)            | Eva Braun (1912–1945)            |  |  | Gretl Braun (1915–1987) | Gretl Braun (1915–1987) | Gretl Braun (1915–1987) | Gretl Braun (1915–1987) | Gretl Braun (1915–1987)          | Gretl Braun (1915–1987) |  |  | Hermann Fegelein (1906–1945) | Hermann Fegelein (1906–1945) | Hermann Fegelein (1906–1945) | Hermann Fegelein (1906–1945) | Hermann Fegelein (1906–1945) | Hermann Fegelein (1906–1945) |  |  |  |  |
| (Herr) Hofstätter | (Herr) Hofstätter | (Herr) Hofstätter | (Herr) Hofstätter | (Herr) Hofstätter | (Herr) Hofstätter |  |  | Ilse Braun (1909–1979) | Ilse Braun (1909–1979) | Ilse Braun (1909–1979) | Ilse Braun (1909–1979) | Ilse Braun (1909–1979) | Ilse Braun (1909–1979) |  |  | Adolf Hitler (1889–1945)    | Adolf Hitler (1889–1945)    | Adolf Hitler (1889–1945)    | Adolf Hitler (1889–1945)    | Adolf Hitler (1889–1945)    | Adolf Hitler (1889–1945)    |  |  | Eva Braun (1912–1945)            | Eva Braun (1912–1945)            | Eva Braun (1912–1945)            | Eva Braun (1912–1945)            | Eva Braun (1912–1945)            | Eva Braun (1912–1945)            |  |  | Gretl Braun (1915–1987) | Gretl Braun (1915–1987) | Gretl Braun (1915–1987) | Gretl Braun (1915–1987) | Gretl Braun (1915–1987)          | Gretl Braun (1915–1987) |  |  | Hermann Fegelein (1906–1945) | Hermann Fegelein (1906–1945) | Hermann Fegelein (1906–1945) | Hermann Fegelein (1906–1945) | Hermann Fegelein (1906–1945) | Hermann Fegelein (1906–1945) |  |  |  |  |
|                   |                   |                   |                   |                   |                   |  |  |                        |                        |                        |                        |                        |                        |  |  |                             |                             |                             |                             |                             |                             |  |  |                                  |                                  |                                  |                                  |                                  |                                  |  |  |                         |                         |                         |                         |                                  |                         |  |  |                              |                              |                              |                              |                              |                              |  |  |  |  |
|                   |                   |                   |                   |                   |                   |  |  |                        |                        |                        |                        |                        |                        |  |  |                             |                             |                             |                             |                             |                             |  |  |                                  |                                  |                                  |                                  |                                  |                                  |  |  |                         |                         |                         |                         | Eva Barbara Fegelein (1945–1971) |                         |  |  |                              |                              |                              |                              |                              |                              |  |  |  |  |